# José Verdú Landivar
José Verdú Landivar (Murcia, 1878 - 1950) fue un compositor y folklorista español.

## Biografía y obra
Como folklorista editó un Cancionero Murciano que es lo más completo publicado hasta la fecha, fue un buen compositor, algunas de sus obras más conocidas son: Minuetto, Sinfonía para gran orquesta, premiada con un Reloj de Oro en unos Juegos Florales y Loa a Cervantes, con letra de Sánchez Madrigal. Este autor compuso muchas más obras pero gran parte de ellas se perdieron después de su muerte, algunas de sus partituras fueron vendidas como simple papel. Como instrumentista interpretaba con el violonchelo y el oboe.